# Les 36 Stratagèmes
Les 36 Stratagèmes (en chinois traditionnel : 三十六計 ; chinois simplifié : 三十六计 ; pinyin : sān shí liù jì) est un traité de stratégie issue de la culture chinoise ancienne. Présentant différentes méthodes et ruses utilisables lors d'un conflit militaire, les stratagèmes ont été compilés au cours de différentes périodes de l'histoire de la Chine, à partir de diverses sources historiques, y compris des œuvres littéraires, des traités militaires et des enseignements stratégiques.
Ces stratagèmes, destinés aux actions militaires, peuvent être appliqués à divers domaines tels que les affaires commerciales, stratégies financières, politiques et diplomatiques ou encore les relations interpersonnelles.

## Histoire du traité
Les Trente-six stratagèmes ont été attribués de manière variable à Sun Tzu de la période des Printemps et Automnes de Chine, ou Zhuge Liang de la période des Trois Royaumes, mais aucun des deux n'est considéré comme le véritable auteur par les historiens ; l'opinion dominante est que les Trente-six stratagèmes peuvent provenir à la fois de l'histoire écrite et orale, avec différentes versions qui ont été compilées par différents auteurs tout au long de l'histoire chinoise.
Ce recueil datant probablement de l'époque de la dynastie Qi du Sud, dont l'auteur est le général d'armée chinois Tan Daoqi (zh) (檀道济 ? - 436), offre un tableau exhaustif de toutes les ruses et stratagèmes militaires de l'époque. Ce petit traité, inspiré du livre des mutations et de la philosophie des légistes, propose des solutions pour faire face à toutes les batailles même les plus critiques.
Le texte classique des 36 stratagèmes révèle l'influence profonde d'autres ouvrages de premier plan de la littérature chinoise comme les fables de Han Fei Zi, l'Histoire des Trois Royaumes ou encore les proverbes Chengyu qui servent de titres aux chapitres dudit traité.

## Contenu du traité
Le traité est introduit par une courte préface intitulée « Six par six : trente-six » qui révèle les influences de la numérologie chinoise dans le choix du découpage en chapitres du texte qui suit. Ainsi le corps du document est décliné en six chapitres eux-mêmes subdivisés en six sous-chapitres. Chaque sous-chapitre est introduit par une courte maxime suivie d'un commentaire interprétatif : 

### I. Plans pour les batailles déjà gagnées (勝戰計)

#### 1.瞞天過海/ «Traverser la mer sans que le ciel le sache»
Dissimuler les secrets en plein jour, de manière évidente. Ce qui est familier n’attire pas l’attention.
Plutôt que de se protéger, user des représentations des autres pour mettre un projet en sécurité.
Exemple : Dans La Lettre volée d'Edgar Allan Poe, la lettre recherchée est posée en évidence au nez et à la barbe des enquêteurs.

#### 2.圍魏救趙/ «AssiégerWeipour secourirZhao»
Construire la victoire en se réglant sur les mouvements de l’ennemi et ses points faibles. 
Plutôt que de se soumettre aux passions et initiatives de l’autre, être en réaction, observation, profiter de ses vides, qui appellent des pleins, dans le système de ses forces.

#### 3.借刀殺人/ «Assassiner avec une épée d'emprunt»
Utiliser les ressources d'un autre pour réaliser son propre travail. 
Plutôt que de faire le travail en s’exposant à des risques et pertes, user de logiques d’autres acteurs et les orienter (les composer) pour qu’ils travaillent pour soi sans nécessairement le savoir.

#### 4.以逸待勞/ «Attendre tranquillement que l'ennemi s'épuise»
Avec de la patience, il est possible d'amener l'ennemi dans une impasse sans même combattre.
Plutôt que de se hâter dans une confrontation pleine d’ardeurs, de dispositifs offensifs, attendre la décrue des attaques pour s’avancer en terrain connu, dégagé, moins incertain.
Exemple contemporain : dans un système politique électif, un(e) président(e) sortant(e) candidat(e) à sa réélection attend que les prétendants concurrents épuisent leurs stocks de cartouches, avant de se déclarer en connaissance de cause et de remporter l'élection.

#### 5.趁火打劫/ «Profiter de l'incendie pour piller et voler»
Exploiter les vulnérabilités des camps adverses et tirer parti des périodes de crises pour lancer une offensive.  
Plutôt que de s’exposer et se risquer dans l’attaque d’acteurs installés, profiter de moments de faiblesse de l'ennemi pour accaparer des ressources et s’emparer des valeurs. 

#### 6.聲東擊西/ «Bruit à l'est; attaque à l'ouest»
Feindre de faux mouvements pour induire en erreur le commandement adverse.
Lorsque les attaques frontales sont inopérantes et conduisent à une impasse tactique, il est judicieux de semer la confusion chez les adversaires pour espérer tromper leur vigilance et attaquer à un moment opportun.

### II. Plans pour les batailles indécises (敵戰計)

#### 7.無中生有(«Créer quelque choseex nihilo»)
Transformer ce qui était sans substance en une réalité.
Feindre ou propager de fausses informations afin d'induire l'adversaire en erreur en lui faisant croire à l'existence d'une chose irréelle.

#### 8.暗渡陳倉(«Avancée secrète versChencang»)
Trompez l'ennemi avec une approche évidente, tout en lui tendant une embuscade dans l'ombre.
Adopter un comportement rationnel apparent pour l’emporter au moyen d’un subterfuge inattendu.

#### 9.隔岸觀火(«Regarder le feu depuis l'autre rive»)
Attendre et laisser les adversaires se déchirer entre eux, puis achever le survivant épuisé.
Un acteur externe peut tirer profit d'un épuisement mutuel entre deux grands rivaux.

#### 10.笑裡藏刀(«Dissimuler une épée dans un sourire»)
Dissimuler l'hostilité sous l'apparence de l'amitié, afin d'adoucir la méfiance et la vigilance des ennemis.
Rassurer l'ennemi pour le rendre négligent, œuvrer en secret pour le subjuguer : dissimuler une puissante volonté sous une apparence docile.

#### 11.李代桃僵(«La prune remplace la pêche dans l'impasse»)
Si besoin est, sacrifier le moins important pour sauver ce qui est vital. Être prêt à payer le prix fort pour une importante victoire.
Il existe des circonstances dans lesquelles les objectifs à court terme doivent être sacrifiés pour atteindre l'objectif à long terme.
Exemple : aux échecs, sacrifier une pièce de qualité (dame, tour) permet parfois d'obtenir une situation stratégiquement dominante.

#### 12.順手牽羊(«Emmener la chèvre en passant»)
Tout en réalisant ses projets, rester suffisamment flexible pour tirer parti de toute opportunité qui se présente et profitez de tout gain, aussi modeste soit-il. Saisir toute chance de se renforcer et d'affaiblir l'ennemi.
Être à l'affût de toute opportunité, la chance se construit et se cultive, sans quoi elle restera stérile faute d'inventivité et d'ouverture d'esprit.

### III. Plans pour les batailles offensives (攻戰計)

#### 13.打草驚蛇(«Battre l'herbe pour effrayer le serpent»)
Surprendre l'adversaire en agissant de manière inhabituelle et inattendue pour le pousser à révéler ses plans ou ses positions.

#### 14.借屍還魂(«Faire revivre un corps mort»)
Plutôt que de compter que sur ses seules ressources, adopter une idéologie ou un symbole hérité du passé et les réinterpréter selon ses propres objectifs.
Exemple: Louis-Napoléon Bonaparte a exploité l'aura de son oncle Napoléon Ier pour gagner en popularité et obtenir le soutien nécessaire pour accéder au pouvoir.

#### 15.調虎離山(«Attirer le tigre hors de la montagne»)
Pousser l'adversaire à déployer ses meilleurs éléments loin de leurs bases.
Ne jamais attaquer directement un adversaire se trouvant dans une situation avantageuse, l'éloigner de sa position avant d'engager le combat.

#### 16.欲擒故縱(«Laisser s'éloigner pour mieux piéger»)
Ne pas éveiller chez l'adversaire l'esprit de contre-attaque.
Les proies acculées lancent souvent une dernière attaque désespérée. Pour éviter cela, laisser l’ennemi croire qu’il a encore une chance de liberté. Leur volonté de se battre sera freinée par leur désir de s'échapper et de survivre. Le moral de l'ennemi sera épuisé et il se rendra sans combattre lorsque l'illusion de fuite se révélera.

#### 17.拋磚引玉(«Se défaire d'une brique pour attirer lejade»)
Utiliser un appât pour faire une grosse prise.
Abusez l'ennemi avec des faux-semblants. Abandonner un avantage local pour s’assurer d’une victoire globale.

#### 18.擒賊擒王(«Pour prendre des bandits, d'abord prendre leur chef»)
Affaiblir la force principale de l'ennemi, capturer ses leaders afin de neutraliser tout l'ensemble.
- Si l'armée ennemie est forte mais n'est motivée que par l'argent, la superstition ou les menaces : cibler le chef ; après sa chute, le reste de l'armée se dispersera ou changera de camp.
- S'ils sont alliés au chef par loyauté : se méfier, car l'armée peut continuer à se battre après sa mort par vengeance.

### IV. Plans pour les batailles à partis multiples (混戰計)

#### 19.釜底抽薪(«Retirer le feu sous le chaudron»)
Au lieu de s’opposer à la force, plutôt lui retirer son point d’appui.
Eviter une confrontation directe avec l'adversaire. Privilégier une approche indirecte en cherchant à affaiblir sa position et ses capacités à combattre.

#### 20.混水摸魚(«Troubler l'eau pour prendre le poisson»)
Les poissons semblent désorientés et désabusés dans les eaux troublées, ainsi ils deviennent des proies vulnérables et faciles à capturer.
Créer une situation de panique et de chaos, l'adversaire confus ne pourra ainsi ni penser ni voir clair et révélera ses vulnérabilités.

#### 21.金蟬脫殼(«Le scarabée d'or opère sa mue»)
Construire un faux bastion afin de dissuader l'ennemi d'attaquer, puis se retirer discrètement en laissant un nid vide.
Pour échapper à un ennemi plus fort, préparer une retraite-surprise en se repliant dans un mouvement brusque, tout en maintenant l'apparence de l'inaction.

#### 22.關門捉賊(«Verrouiller la porte pour capturer les voleurs»)
Pour achever un adversaire faible, ne lui laisser aucune issue.
Utiliser l'encerclement complet, en privant l'ennemi de toutes possibilités de fuite, ainsi que de tout accès à des aides extérieures.

#### 23.遠交近攻(«S'allier avec les pays lointains et attaquer son voisin»)
Privilégier l'efficacité à moindre coût, chercher le profit à proximité et maintenir le danger à distance.
Exemple : Une entreprise de cyber-sécurité embauche d'anciens pirates informatiques pour améliorer ses systèmes de sécurité.

#### 24.假途伐虢(«Demander passage pour attaquer Guo»)
Convertir un emprunt en acquis. Sous prétexte d’assistance, aider un faible pour mieux le soumettre.
Emprunter les ressources d’un allié pour attaquer un ennemi commun. Une fois celui-ci défait, user ses propres ressources contre l’allié pour s'en emparer.

### V. Plans pour les batailles d'union et d'annexion (併戰計)

#### 25.偷樑換柱(«Voler les poutres, échanger les piliers»)
Pousser l'ennemi à modifier constamment sa formation de bataille, disloquer sa force principale et semer la panique lorsqu'il est proche de la défaite.

#### 26.指桑罵槐(«Injurier l'acacia en désignant le mûrier»)
Lorsqu’un collaborateur puissant se montre insubordonné, s’en prendre à l’un de ses protégés pour l’intimider. La conscience du danger favorise la docilité.
Une armée est invincible lorsqu’elle craint plus ceux qui la commandent que ses ennemis. Pour renforcer la discipline militaire, appliquer des sanctions sévères envers ceux qui enfreignent les ordres pour intimider l'ensemble de l'armée.

#### 27.假癡不癲(«Jouer l'idiot sans être fou»)
Faire semblant d'être incompétent pour inciter l'adversaire à sous-estimer les capacités.
Mieux vaut préserver sa vie en feignant la bêtise, plutôt que revendiquer une position qui exposent à une sanction ou à un déclassement irréversible.

#### 28.上屋抽梯(«Monter sur le toit et retirer l'échelle»)
Avec des appâts et des tromperies, placer l'ennemi dans une situation apparemment favorable, puis l'attirer sur un terrain dangereux, enfin, couper ses lignes de communication et ses voies de fuite.

#### 29.樹上開花(«Sur l'arbre les fleurs s'épanouissent»)
Utiliser artifices et déguisements pour faire en sorte que quelque chose sans valeur paraisse précieux et vice versa. Intimider l'adversaire en l'incitant à surestimer les capacités.
Lorsque l’on est dépourvu de ressources, il faut rendre celles des autres disponibles, y compris celles de ses adversaires.

#### 30.反客為主(«Changer la position de l'invité et de l'hôte»)
Infiltrer sa cible, usurper le leadership dans une situation où l’on est normalement subordonné.
Dans un premier temps, adopter la posture d'invité pour être accepté, puis accroître progressivement son influence pour devenir finalement le propriétaire.

### VI. Plans pour les batailles presque perdues (敗戰計)

#### 31.美人計(«Le piège de la belle»)
Envoyez à l'ennemi de belles femmes pour semer la discorde au sein de son camp.
Distraire l'ennemi avec une activité consommatrice de temps ou d'énergie, pour affaiblir sa combativité.

#### 32.空城計(«Le piège de la ville vide»)
Laisser l'ennemi surestimer les capacités, en faisant naître le doute dans le camp adverse.
Se montrer plus démuni que l’on est, peut semer le trouble sur la réalité du rapport des forces, le vide déroutant le plein.

#### 33.反間計(«Le piège de l'agent double»)
Lorsqu'un espion ennemi est détecté dans son camp :
- faire en sorte de l'utiliser pour obtenir des informations sur les forces ennemies
- feindre l'ignorance et fournir de faux renseignements à l'espion

#### 34.苦肉計(«Faire souffrir la chair»)
S'auto-infliger des pertes pour duper l'adversaire ou le faire sentir en confiance.

#### 35.連環計(«les stratagèmes entrelacés»)
Affaiblir les positions ennemies en faisant en sorte que ses troupes se gênent et s'immobilisent elles-mêmes. 

#### 36.走為上計(«courir [voire fuir] est le meilleur choix»)
Une bonne retraite vaut mieux qu’un mauvais combat.
En évitant la défaite aujourd'hui, gagner l'opportunité d'une victoire future.